# Emil Frey France
Emil Frey France est distributeur automobile français, née de la fusion de PGA Motors et de la division française du groupe suisse Emil Frey. 
Emil Frey est le troisième vendeur de véhicules d'occasion en Europe derrière Arnold Clark et Pendragon. En 2017, le groupe Suisse a vendu 155 000 véhicules d'occasion et 345 000 véhicules neufs.

## Histoire

### Histoire d'Emil Frey en France (avant 2017)
En 1924, Emil Frey, mécanicien suisse de formation, pilote de moto et entrepreneur, ouvre son premier atelier consacré aux motos et aux voitures, à Zurich. L’atelier modeste des débuts laisse place à une importante entreprise d’importation de véhicules[réf. souhaitée].
À partir des années 1970, le groupe démarre son expansion, depuis la Suisse, vers les pays limitrophes. En 1971, le groupe s’installe à Paris en créant une structure d’importation et de commercialisation de la marque Toyota (Sidat SA) jusqu’en 1999. De 1991 à 1997, Emil Frey importe, en France, les marques Subaru, Chevrolet, Pontiac et Cadillac, puis en 1999, Daihatsu et Hyundai[réf. souhaitée].
En 2004 voit la création de SSangYong France SAS, suivie, 2 ans plus tard, par le développement d’une plateforme de distribution de pièces des marques d’importation : FLSA. En 2011, le groupe reprend l’importation de la marque Mitsubishi Motors en France[réf. souhaitée].

### Histoire de PGA Motors (1978-2017)

#### Fondation et développement
En 1978, Pierre Guénant fonde PGA Motors (Pierre Guenant Associes) avec le rachat d’une concession Citroën à Chatellerault. D’abord lié à la marque Peugeot-Citroën, il s’étend d’abord géographiquement et très vite sa vision d’un groupe mono-marque se transforme en groupe multi-marques de concessions mono-marque. Dès 1994, il devient le premier groupe de distribution français[réf. souhaitée].

#### Rachat par Porsche et successions d'acquisitions
En 1999, l'entreprise s'associe avec Porsche via Porsche Holding Salzburg. En 2003, Porsche Holding Salzburg rachète en totalité le groupe PGA Motors à la famille Guénant.
De 2002 à 2015, le groupe s’étoffe par une succession d’acquisitions et de prises de participation et développe parallèlement ses propres activités complémentaires : financement, complémentaire d’assurance, LLD. Puis, il investit dans le digital en lançant autosphere.fr en 2007[réf. souhaitée].
Le 1er juillet 2008, PGA Motors, via sa filiale GGBA, fait l'acquisition du groupe Duverney, distributeur Renault et Dacia en Savoie et Haute-Savoie[réf. souhaitée].

#### Prise de contrôle par Volkswagen
Le 29 mars 2011, le groupe Volkswagen récupère le contrôle de PGA Motors à la suite du rachat de Porsche par Volkswagen.
Le 7 novembre 2012, PGA Motors achète FM Motor, un réseau de 3 concessions implanté à Villeneuve-d'Ascq et spécialisé dans les marques Audi et Porsche[réf. souhaitée].
En octobre 2015, le groupe acquiert en leasing, pour ses déplacements professionnels, un avion Beechcraft Super King Air 350, immatriculé F-HPGA,.
Le 5 novembre 2015, PGA Motors conclut le rachat du pôle automobile du groupe Schuller (Volkswagen et Renault en Champagne-Ardenne, Renault et Ford Paris-Est) entamé en juillet. Le groupe Schuller possède 49 concessions
PGA Motors prend la tête de deux autres plateformes de distribution de pièces de rechange avec le rachat de Dispro en 2011, puis d'Aurilis Group, plus connu sous la marque Flauraud, le 29 juin 2016.

### Fusion de PGA Motors et d'Emil Frey France
Au cours de l’année 2017, la majeure partie des concessions Volkswagen (44 concessions) de PGA Motors est intégrée à Volkswagen Group Retail France. L'autre partie des concessions de PGA Motors (près de 200 concessions au total) est absorbée par la filiale française du groupe suisse Emil Frey, troisième distributeur/importateur d'Europe, qui accroît très fortement sa branche distribution jusque-là minoritaire[réf. souhaitée].
Volkswagen cède alors PGA au groupe Emil Frey. Et au 1er février 2019, PGA Motors devient ainsi Emil Frey Holding France absorbant alors les activités de la filiale Emil Frey France.
Le 17 janvier 2018, Hervé Miralles succède à Jean-Marie Zodo à la présidence du groupe.
En juillet 2018 est annoncée la création d'une école de vente : Sellscar renommé EFFy Pro School en 2024.
En 2020, le groupe créée le premier centre de rénovation de véhicules d'occasion (CRVO)[réf. souhaitée].
Le 3 octobre 2022, Emil Frey France rachète le groupe Automotive Invest qui coiffe notamment les sociétés Barrault et MGA, spécialisé dans les pièces de rechange.
En mars 2023, Emil Frey France s’engage dans le capital de Kertrucks, distributeur de poids lourd, à hauteur de 35 %, l’opérateur vise une « montée progressive » afin d’acquérir l’intégralité de la société d’ici à 5 ans au plus tard. L'année suivante l'entreprise rachète Bretagri, distributeur de tracteurs et de matériels agricoles dans le Grand-Ouest. Le groupe Emil Frey France poursuit son plan de diversification dans le monde agricole en rachetant le groupe breton Gabagri (distributeur New Holland) en juin 2024 puis le groupe mayennais Douillet (distributeur Case IH et New Holland) en février 2025.